# 췬완역
췬완 (중국어 정체자: 荃灣, 광둥어 예일: chyùnwāan, Tsuen Wan) 역은 홍콩 지하철 췬완 선의 북쪽 종착역이다. 췬완선에서는 유일하게 지상에 붙어있는 역이기도 하다. 신가이 서부 췬완 뉴타운의 북쪽 중심부에 자리잡고 있으며 다음역은 다이워하우 역이다. 1998년 공항역이 개업하기 전까지는 홍콩 지하철 전역을 통틀아 가장 서쪽에 있는 역이었으며, MTR과 KCR이 통합하기 전에는 가장 북쪽에 있는 역이기도 했다.

## 역사

### 초창기
췬완 역은 1982년 5월 10일 췬완 선 개통과 함께 문을 열었다. 당시 필립 헤이든케이브 총독이 참관한 가운데 기념명판이 A출구 부근 대합실 내에 설치되기도 했다. 두 개의 상대식 승강장이 있는 구조이며, 지금의 서철선 췬완사이 역과는 별개로 췬완사이 일대, 북서쪽으로 더 나아가 췬깅 공원 부근까지 가던 열차들이 다니는 중간정거장으로 설계되었다. 하지만 선로까지 미리 놓였음에도 불구하고 종착역으로 낙점했던 지역 일대가 상당히 덜 개발된 지역이었기 때문에 결국 역을 짓지 않기로 방침을 내렸다. 이로 인해 췬완 역의 각 승강장은 승차용과 하차용으로만 쓰이게 되었다. 또 췬완 역 북쪽 선로로 진입하는 열차는 더 나아가 췬완 차량기지로 입고하거나 방향을 바꿔 중완 역 방면으로 가는 식으로 진행하게 되었다.
췬완 역 공사기간에는 콴진 공로의 방향이 전환되었고 그 유명한 삼퉁욱 성벽마을도 자리를 이전해야 했다. 삼퉁욱 마을은 훗날 삼퉁욱 박물관으로 보존된다. 역 부근에는 새로운 도로와 쇼핑센터가 놓였고 역 바로 위에는 개인주택 아파트도 지어졌다. 쇼핑센터 지하에는 버스 정류장도 생겼다.

### 이용률
1982년 개통 당시 췬완 역의 이용률은 그다지 높지 않은 편이었는데, 췬완 시내의 북쪽 끝자락에 위치해 있고 지하철역까지 이어주는 기반시설 역시 미완성 상태였기 때문에, 시내 중심부에 사는 주민들이 지하철을 타러 가기가 어려웠기 때문이다.
그러나 20년간의 개발 끝에 역 주변은 조금씩 췬완 시내의 중심부로 변모하였다. 역 부근에는 쇼핑몰이 여럿 들어섰으며 보도육교 역시 조성되어 역과 쇼핑몰, 구시가지, 북쪽 동네를 이어주는 역할을 하였다. 췬완 역 자체도 버스와 미니버스 노선이 역 부근을 경유하면서 주요 교통환승 거점으로 기능하게 되었다. 신가이 북서부에 사는 통근자들은 췬완 역까지 버스로 와서 지하철을 타고 가우룽으로 출근하는 것이 일상이었다. 다만 지금은 2003년 서철선이 개통하면서 한번에 찾아갈 수 있게 됐다.

### 리모델링
췬완 역은 지금까지 두 차례 리모델링을 거쳤다. 1990년대 초 리모델링으로 신와저리의 인테리어가 꾸며졌지만, 2004년에 다시 한번 리모델링하여 신와저리를 완전히 없앴다. 대신에 역내에 상가를 조성하고, 출구 역시 승객 편의를 지향하는 쪽으로 재이전했다.

## 역 구조
1번 승강장과 2번 승강장 모두 지상에 있으며, 중앙에 선로를 두고 승강장이 양옆에 자리한 상대식 승강장 구조다. 한쪽은 탑승, 다른쪽은 하차 전용으로 쓰인다. 1번 승강장 옆에는 새로운 출구가 두 개 만들어져 승객들로 하여금 에스컬레이터를 타서 다시 번거롭게 내려오지 않고도 역외로 나갈 수 있도록 하였다. 반대로 이들 출구를 통해 역내로 들어오는 승객은 에스컬레이터를 한차례 타서 대합실에 온 뒤 반대쪽 에스컬레이터를 타고 2번 승강장으로 내려와야 한다.

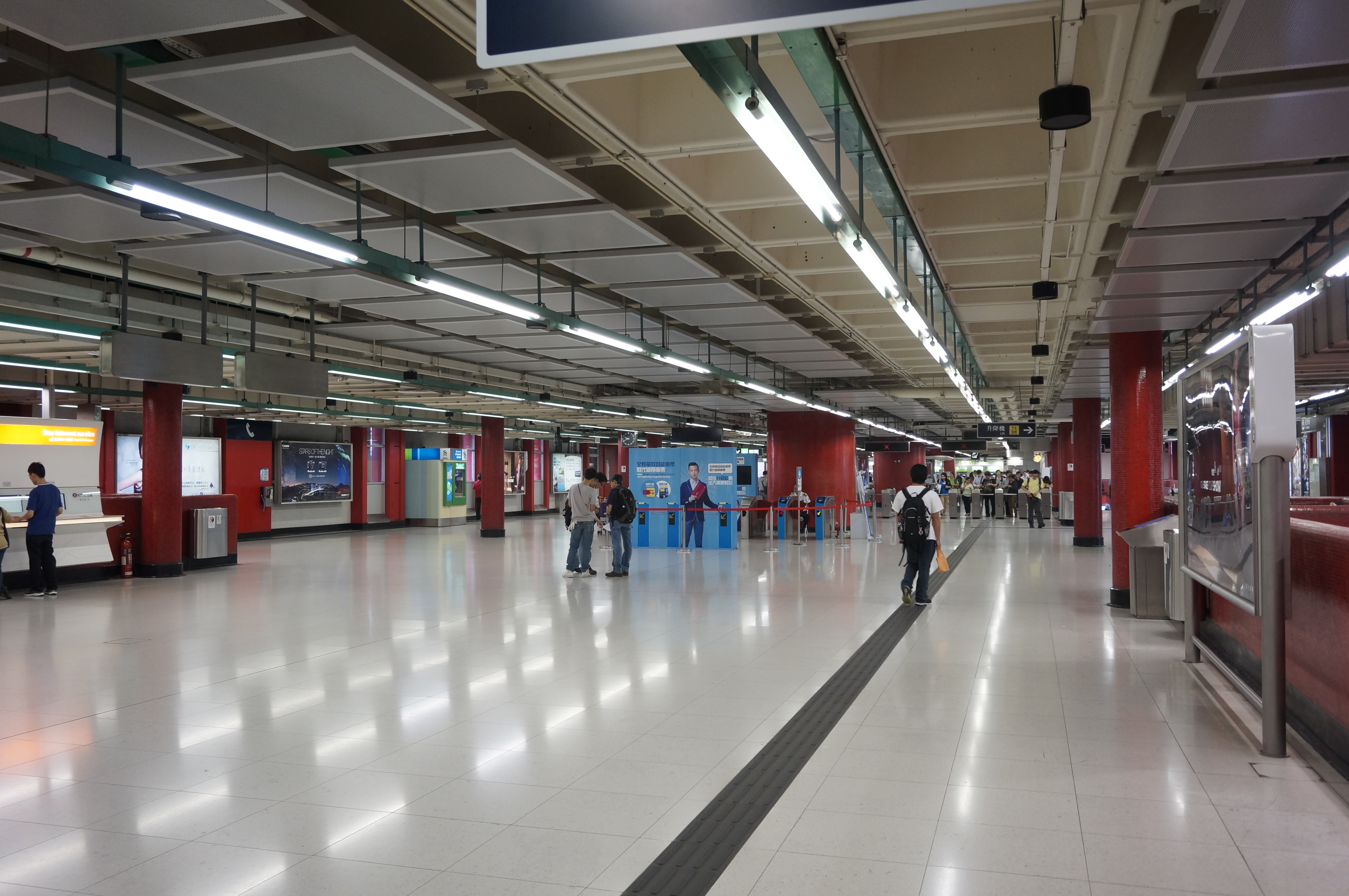
역 대합실

| -        | 쇼핑몰 주택가/ 고가보도    | 췬완 센터, 룩영선췬, 룩영 갤러리아 다이호 로 북단 |
| U1       | 대합실                     | 출구 A-C, 고객센터, MTR샵                         |
| U1       | 대합실                     | 항셍은행, 자판기, ATM기                           |
| U1       | 대합실                     | 옥토퍼스 홍보기                                   |
| G 승강장 | 출구                       | 출구 D, E, 홍콩 미니버스                          |
| G 승강장 | 상대식 승강장, 왼쪽문 열림 |                                                   |
| G 승강장 | 승강장 2                   | → 췬완선 중완 (다이워하우) →                      |
| G 승강장 | 승강장 1                   | ← 췬완선 종착 승강장                              |
| G 승강장 | 상대식 승강장, 왼쪽문 열림 |                                                   |
| G 승강장 | 차량기지                   | MTR 췬완 차량기지                                 |

## 출입구
대합실 (U1)
- A1: 뉴타운몰
- A2: 버스터미널
- A3: 정부청사, 디스커버리 파크
- A4: 버스정류장
- B1: 푸와 센터
- B2: 콜러 췬완, 판다 호텔
- B3: 사이라우곡 로
- C: 룩엉선천[2]

1번 승강장 (G)
- D: 그린 미니버스 정류장
- E: 삼퉁욱 박물관[2]